# Irene Ojala
Irene Ojala (* 8. Oktober 1960 in Vardø) ist eine norwegische Politikerin der Partei Pasientfokus.  Bei der Parlamentswahl 2021 erlangte sie ein Mandat im nationalen Parlament, dem Storting.

## Leben

### Ausbildung und berufliche Karriere
Ihre ersten Jahre verbrachte Irene Ojala in der kleinen Ortschaft Kiberg an der nordnorwegischen Küste. Noch während der Schulzeit zog sie mit ihrer Familie nach Alta, der größten Stadt in der Finnmark, wo sie Anpassungsschwierigkeiten hatte. Sie beendete die Gesamtschule ohne Abschluss und kehrte zurück nach Kiberg. Dort arbeitete sie bereits als Jugendliche in der lokalen Fischereiindustrie. Zeitweilig wohnte sie in Båtsfjord. Nach dem Tod ihres Vaters zog sie wieder nach Alta und absolvierte dort die Handelsschule mit gutem Examen. Anschließend arbeitete sie 20 Jahre lang für die Fluggesellschaft SAS am Flughafen Alta. Sie gründete außerdem ein eigenes Reisebüro, das sich auf Reisen nach Bulgarien spezialisierte. Parallel studierte sie an der Fakultät für Sozialwissenschaften der Nord Universität in Bodø und ließ sich zur Regionalplanerin ausbilden.

### Politische Aktivitäten
Von einer Krebskrankheit betroffen, erlebte sie die mangelhafte medizinische Versorgung in der Finnmark. 2017 rief sie deshalb die sogenannte Postkortaksjonen (Postkartenaktion) ins Leben: Sie bat die lokale Bevölkerung, Postkarten und Emails an Politiker zu senden und ein neues Krankenhaus in Alta zu fordern. Die Initiative wandte sich auch gegen eine marktorientierte Unternehmensführung im Gesundheitssektor, die die Patienten als Ware behandele. 2020 wurde auf Basis der Postkartenaktion die Stiftung Alta Sykehus med Pasientfokus (Krankenhaus Alta mit Fokus auf Patienten) mit einem Grundkapital von 100.000 Kronen gegründet.
Im Frühjahr 2021 etablierte sich die Initiative als politische Listenverbindung unter dem Namen Pasientfokus. Am 13. September 2021 kandidierte Pasientfokus mit Irene Ojala als Spitzenkandidatin erstmals bei der Parlamentswahl in Norwegen. Die Partei trat ausschließlich im Wahlkreis Finnmark an. Sie setzte sich insbesondere für eine Erweiterung der Klinikk Alta um eine geriatrische Station, eine Geburtsabteilung und eine Notfallaufnahme ein. Ojala kritisierte im Wahlkampf, dass schwangere Frauen aus Alta zur Entbindung in das 140 Kilometer entfernte Krankenhaus in Hammerfest fahren müssten. Für die Bevölkerung in Kautokeino sei das nächste Vollkrankenhaus sogar 280 Kilometer entfernt. Pasientfokus erhielt 12,7 Prozent der Stimmen in Finnmark, wodurch die Liste eines der fünf Mandate in diesem Wahlkreis gewann. Ojala vertritt die Liste in der Legislaturperiode 2021–2025 im Storting. Sie wurde Mitglied im Gesundheits- und Fürsorgeausschuss.